# Grotta di San Michele (Faicchio)
La grotta di San Michele è una cavità naturale sita sul monte Monaco di Gioia nel comune di Faicchio.

## Storia
La grotta venne adibita al culto dell'arcangelo Michele dai Longobardi intorno al 700. Questo luogo sacro venne consacrato nello stesso periodo in cui, a pochi chilometri di distanza, nel ventre della morgia Sant'Angelo  di Cerreto Sannita i Longobardi fondarono un altro sito rupestre che «dovette all'origine costituire un polo di aggregazione rituale, incentrato sul culto micaelico dopo l'opera antidolatrica svolta dai vescovi di Benevento Barbato, e di Capua Decoro». Un'altra grotta dedicata a san Michele nacque nella vicina Gioia Sannitica.
La grotta di San Michele a Faicchio era sita sul «monte herbario, in superiori parte»; nel XII secolo fu oggetto di alcuni restauri e fu abbellita da pregevoli affreschi. Venne inaugurata solennemente nel 1172.
Nel 1446 fu unita, quale beneficio semplice, alla collegiata di Santa Maria Assunta di Faicchio. Nel 1596 monsignor Savino annotò che non vi si celebrava più.

## Descrizione

### Esterno
Posta a circa 500 metri di altitudine, la grotta ha un'apertura semicircolare dell'altezza di sei metri. A pochi metri da essa è presente un rifugio costruito alla fine del XVIII secolo, costituito da due vani sovrapposti. L'area circostante è attrezzata con panche e barbecue per la sosta durante le escursioni e i pellegrinaggi.
Sulla porta di accesso alla grotta nel 2002 è stata posta un'edicola in ceramica cerretese raffigurante l'Arcangelo Michele che domina il diavolo. Nell'immagine sono presenti i simboli tradizionali dell'iconografia micaelica: la spada (in quanto il Santo comanda l'esercito celeste contro gli angeli ribelli del diavolo), e la bilancia, con la quale vengono pesate le anime.

### Interno

#### Piano terra
Varcato l'ingresso si entra in un piccolo vano dal quale parte la scala in pietra che conduce al piano superiore. A sinistra dell'ingresso ci sono altre due stanzette, anticamente usate come romitorio. 

#### Piano superiore
Dopo aver percorso la scala, che a un certo punto si biforca, si giunge nel primo ambiente, il più grande, adibito a chiesa. Esso è largo 10 metri, lungo 6 e alto, nel punto massimo, 5 metri. Presenta delle stalattiti e delle stalagmiti in formazione eccetto l'angolo nord dove è possibile vedere una suggestiva formazione calcarea. L'altare, risalente presumibilmente ai secoli XVII-XVIII, possiede i resti di un'antica maiolica cerretese raffigurante San Michele. Le colonne, scavate nella roccia, sorreggono un timpano affrescato dove sei putti, tre a destra e tre a sinistra, attorniano l'ostensorio, oggetto liturgico usato per l'esposizione solenne (ostensione) del Corpo di Cristo (l'Ostia consacrata).
Da questo primo ambiente si passa in un secondo vano, più piccolo, quasi del tutto intonacato e affrescato nel XII secolo. Sull'arco di fronte all'ingresso vi sono raffigurati il Redentore (a mezzo busto) e alcuni Santi. Nella parete destra si nota facilmente la Madonna in trono con il Bambino, attorniata dai Santi Apostoli (si riconoscono San Pietro, San Paolo, Sant'Andrea). Sotto la Madonna è posta la scritta "MHR OU" (iniziali e finali delle parole greche "Madre di Dio").  Al di sotto, entro una nicchia, è raffigurato San Michele Arcangelo nella sua posa tradizionale. A fianco è un pozzo che raccoglie l'acqua che cade dalle stalattiti. Nella parete sinistra il ciclo pittorico continua con un'Annunciazione (la Madonna è immortalata mentre si tocca il grembo). Sull'arco di ingresso sono siti tre santi (uno ha un libro e un pastorale). Sul mantello di uno di essi è scritto "San Marcus". Nella volta, infine, c'è un affresco raffigurante Gesù Crocifisso.
Gli affreschi furono eseguiti da un unico artista e hanno un chiaro influsso bizantino. Sono simili a quelli della vicina Abbazia benedettina del Santissimo Salvatore
A causa dell'umidità della grotta si presentano in cattivo stato di conservazione.
Il terzo ambiente è ricco di stalattiti e stalagmiti.

## Percorsi escursionistici
La grotta non è servita da strade ed è raggiungibile solo mediante due sentieri che partono rispettivamente dal convento di San Pasquale e da località Fontanavecchia. Il primo sentiero è lungo circa 2,5 km e presenta un dislivello di circa 400 metri.

## Galleria d'immagini

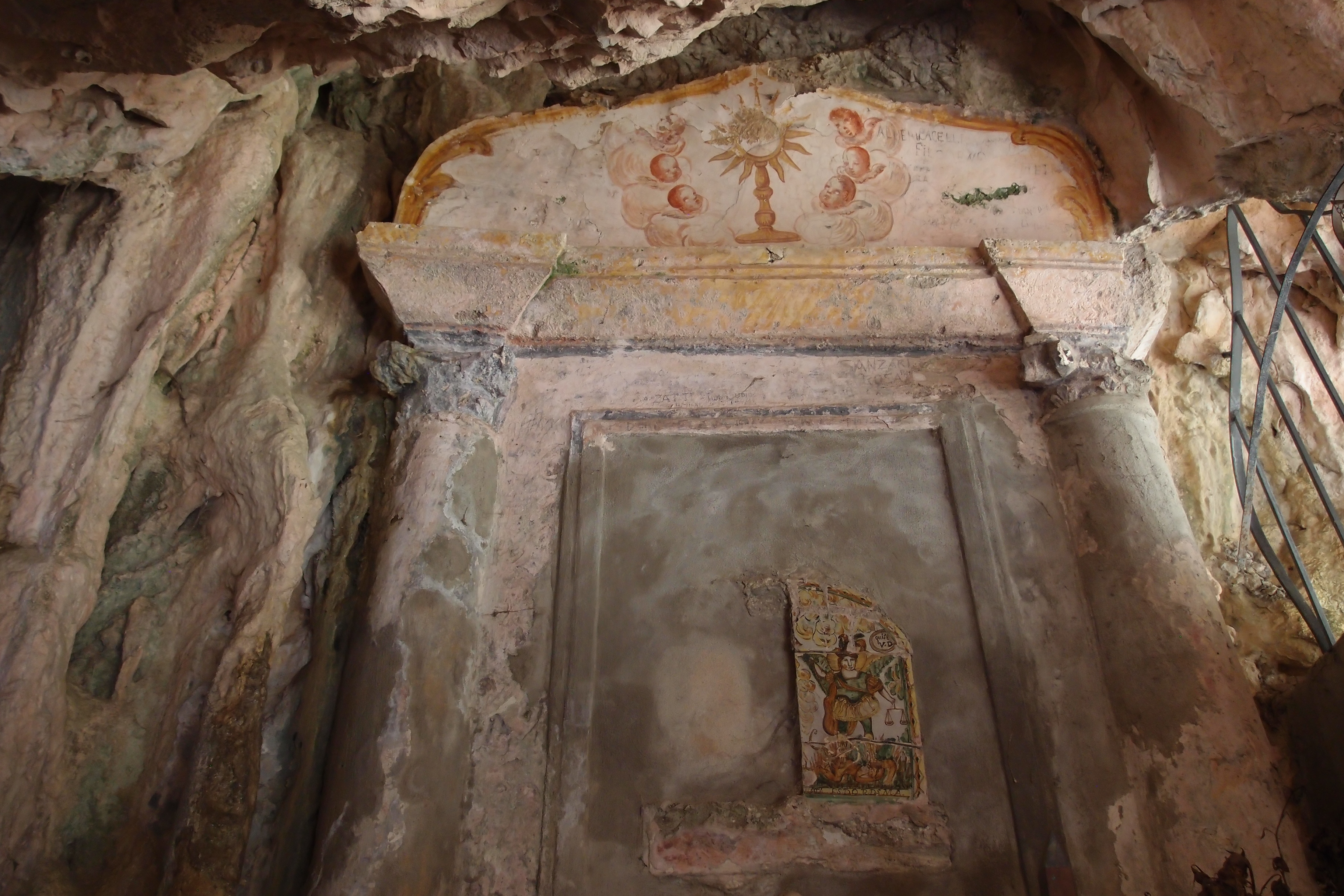
Particolare dell'altare al piano superiore lato nord, con affreschi di putti e ostensorio, maiolica cerretese e colonne scavate a mano (2019)
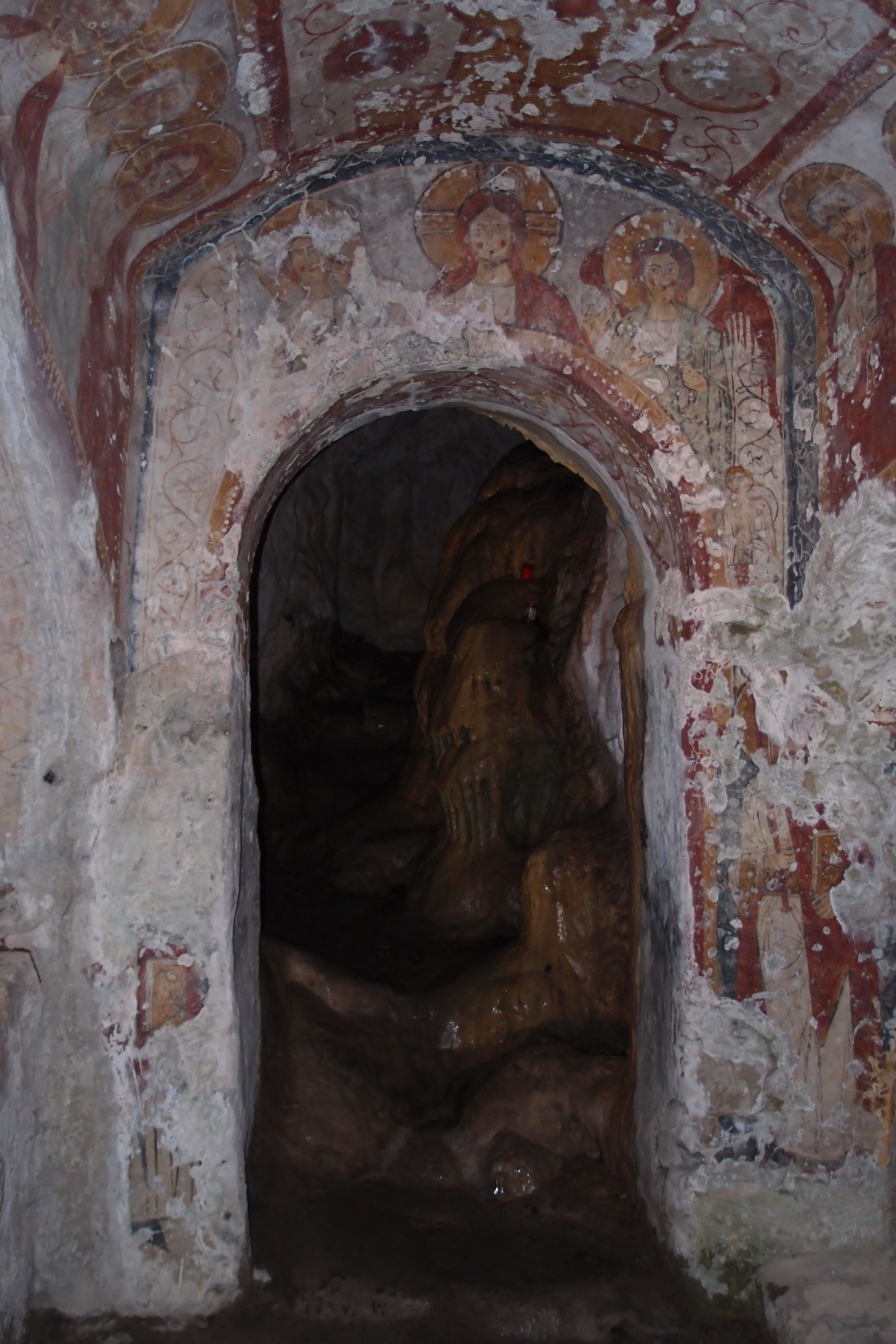
Affreschi nel secondo vano al piano superiore della grotta (2019)
Particolare degli affreschi della grotta in una foto del 1970.
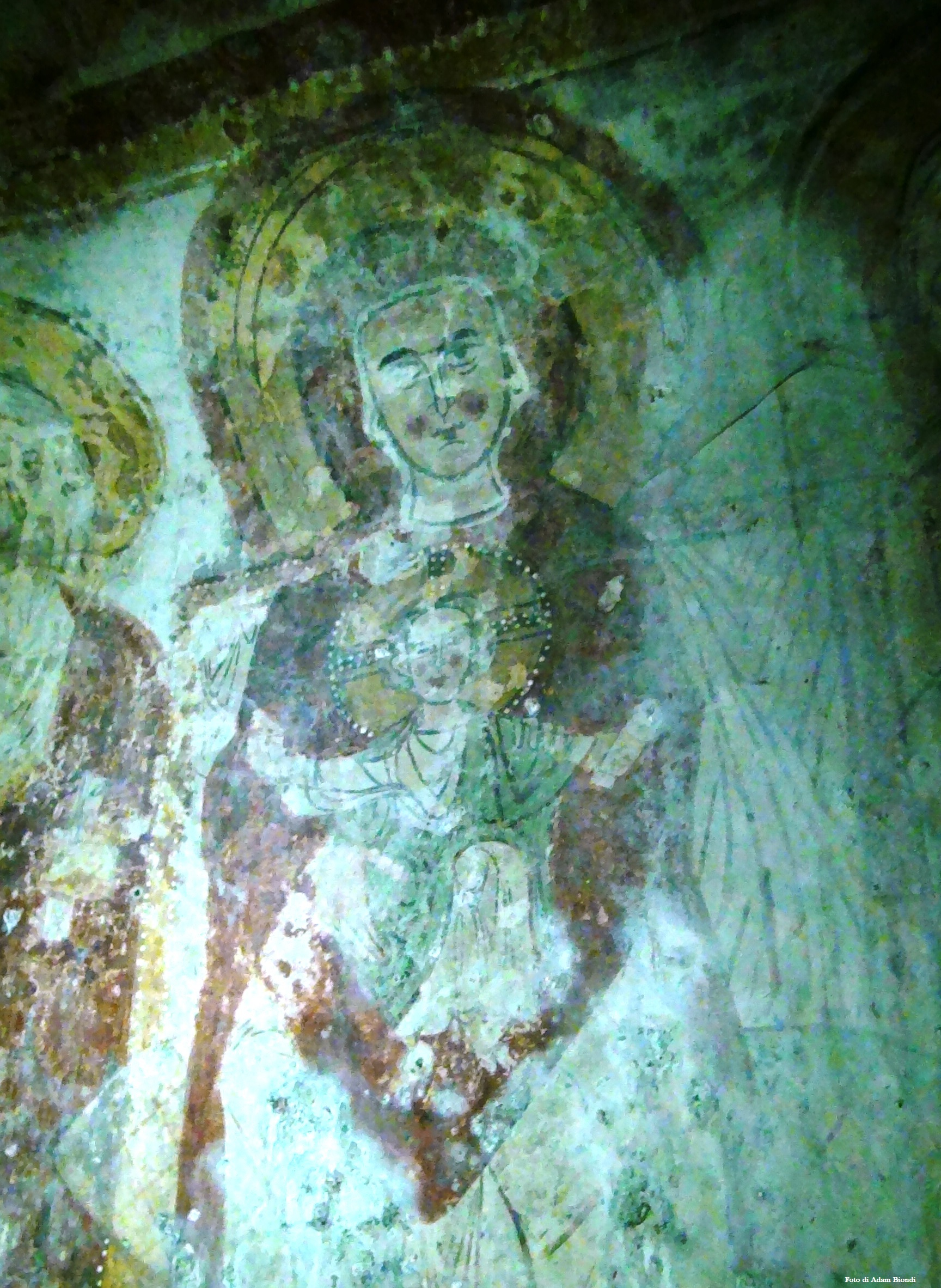
La Madonna col Bambino (2013).
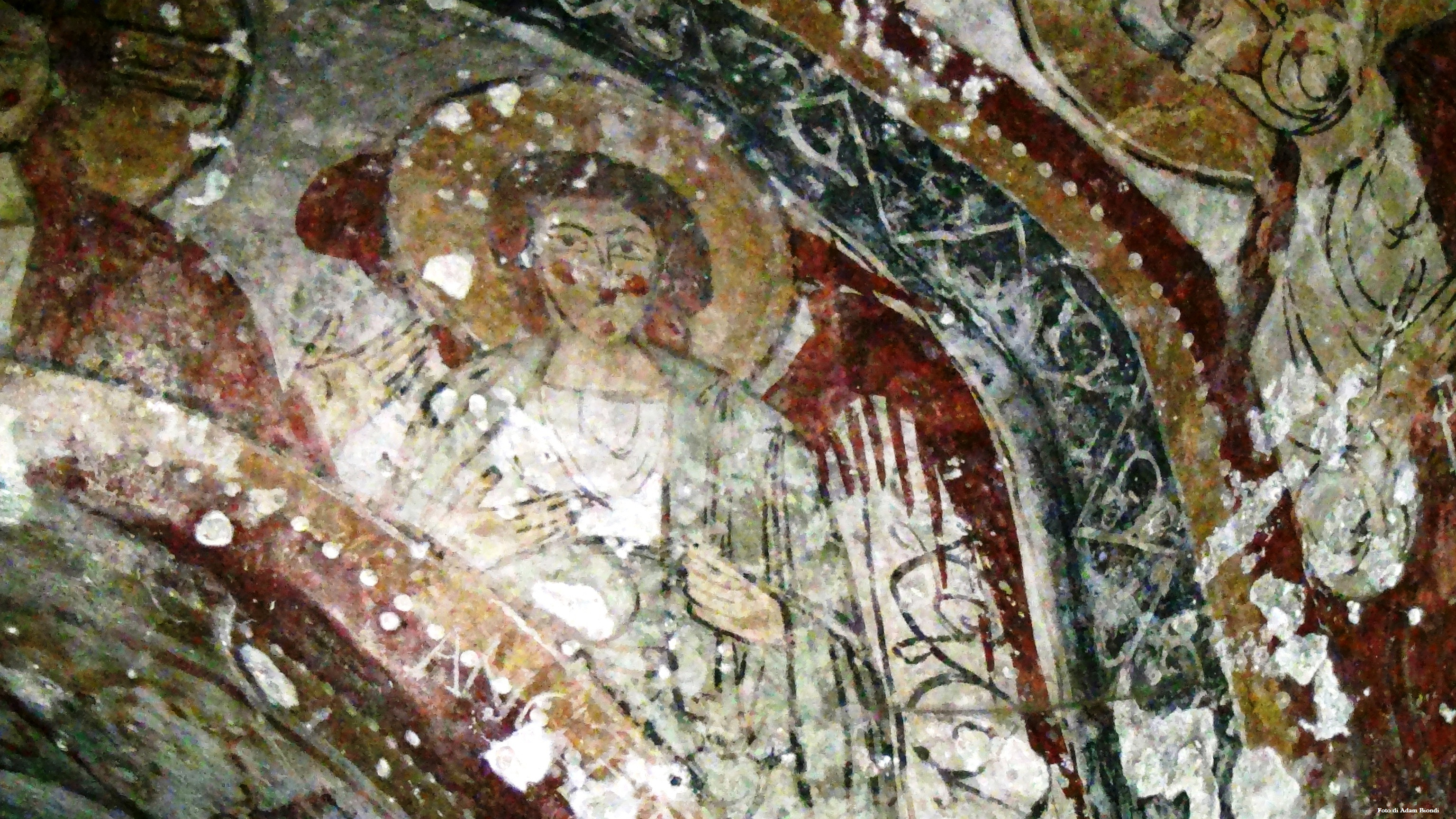
Particolare degli affreschi (2013).
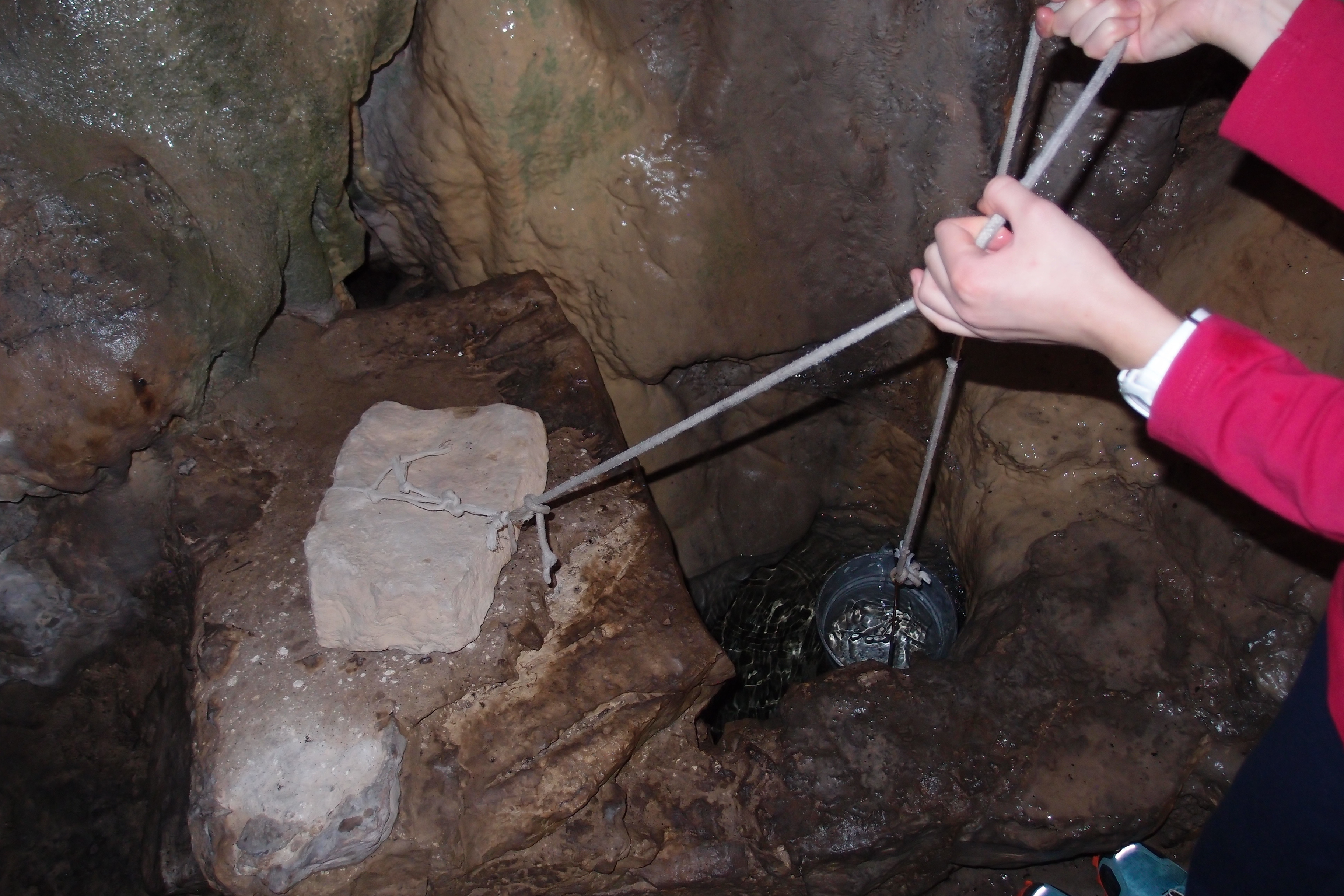
Pozzo di raccolta acqua al piano superiore (2019)
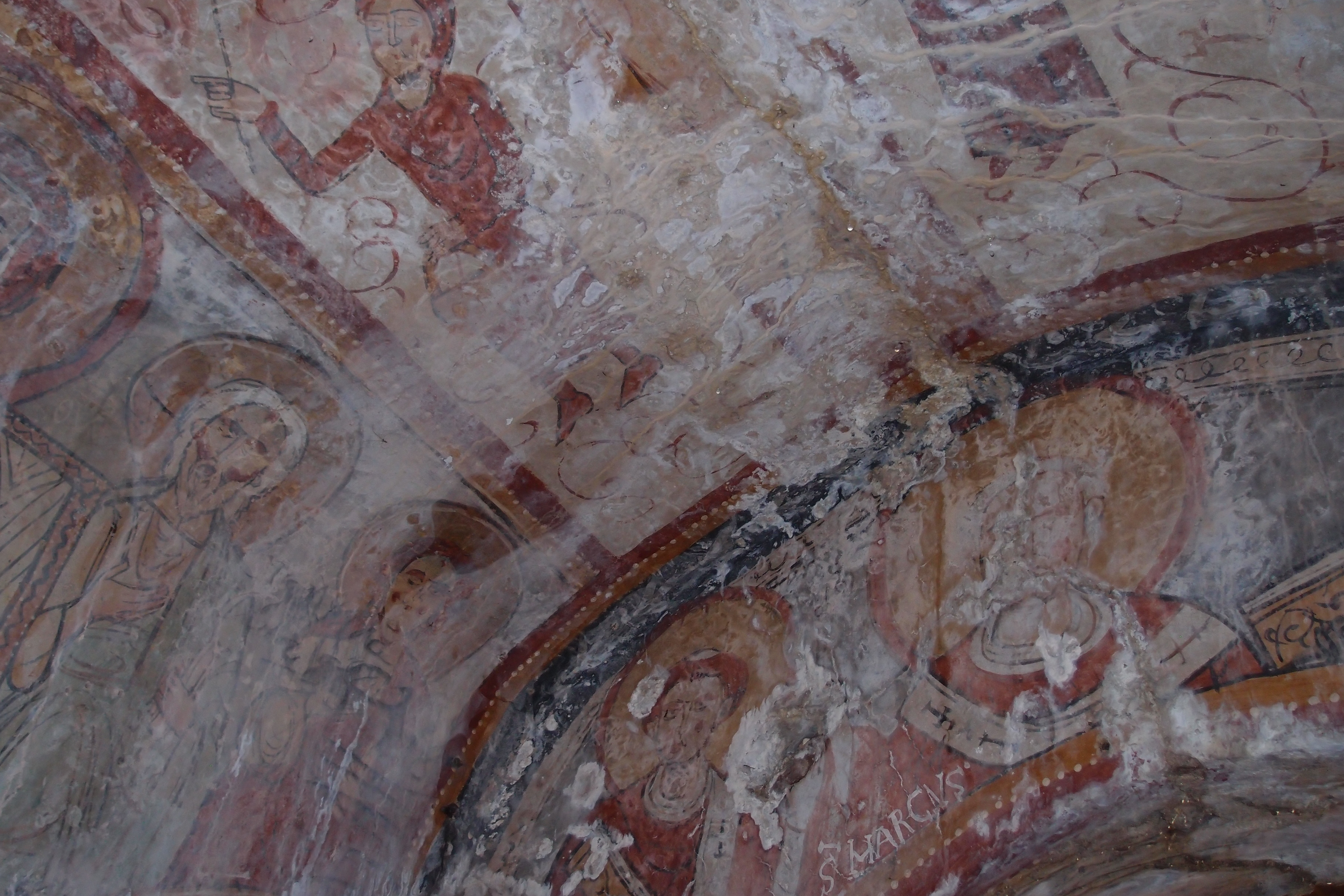
Particolare di San Marcus (2019)
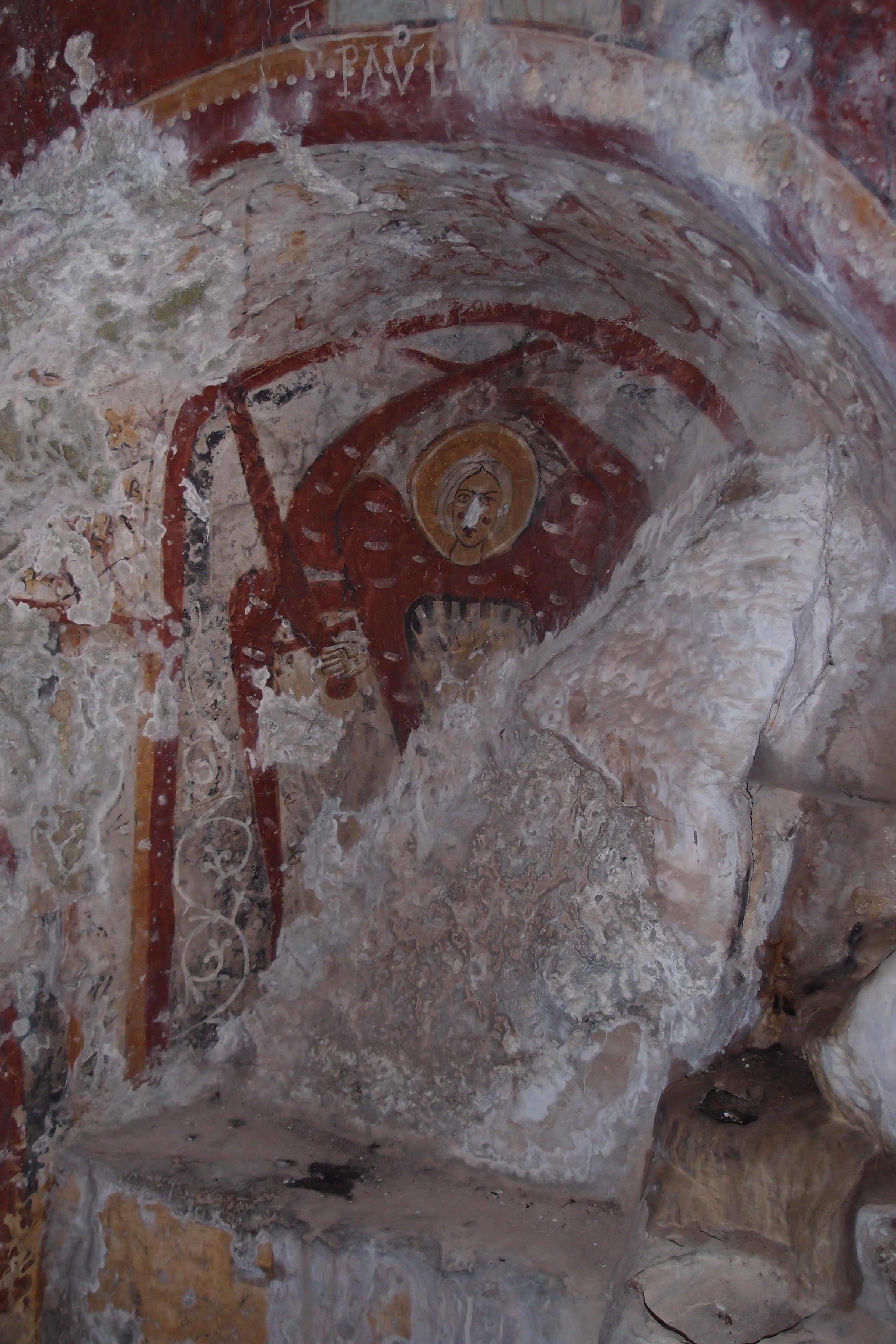
Nicchia raffigurante San Michele nel secondo vano al piano superiore.
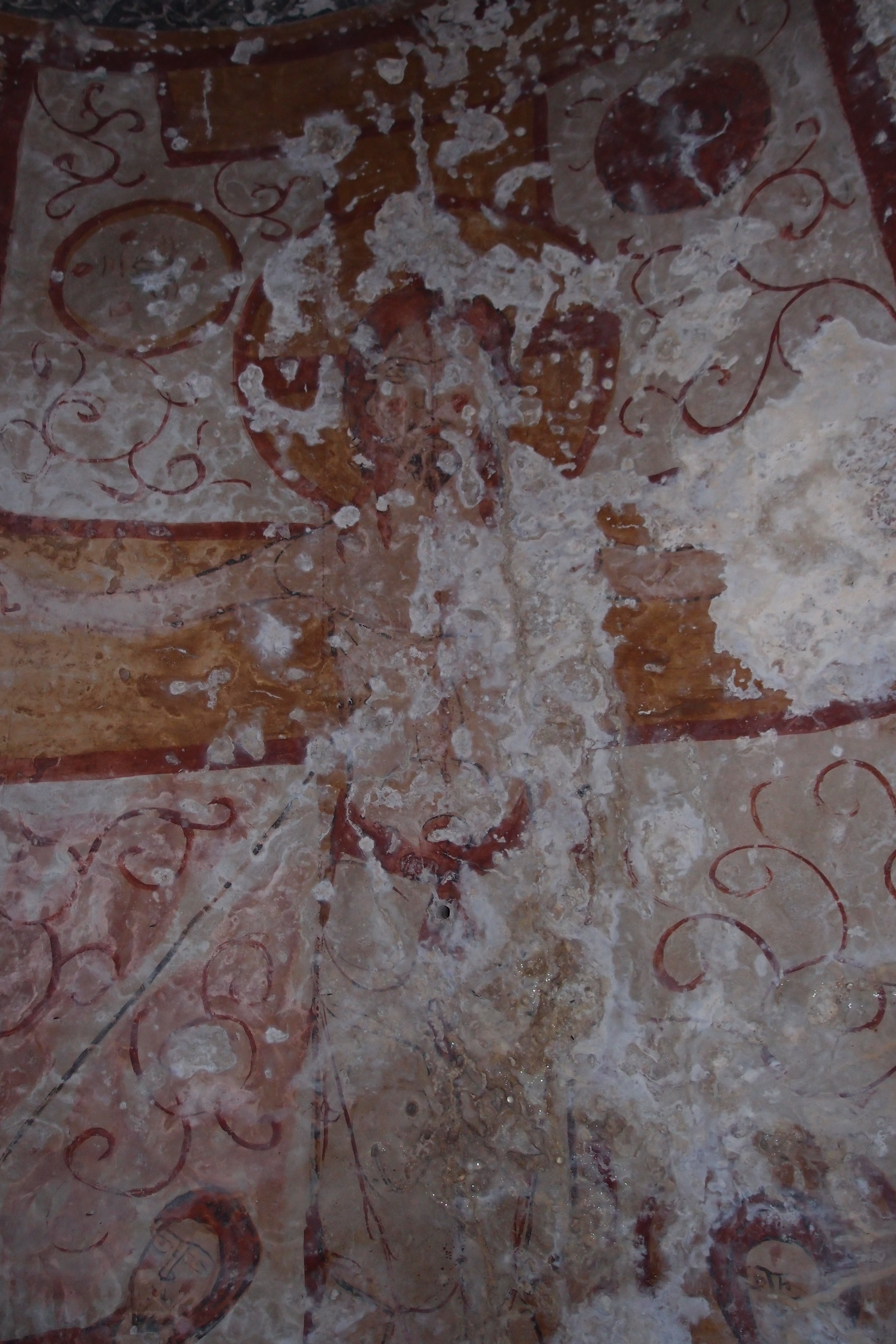
Volta del secondo vano al piano superiore: Gesu Crocifisso (2019)